# 노아크둥근잎박쥐
노아크둥근잎박쥐(Hipposideros ruber)는 잎코박쥐과에 속하는 박쥐의 일종이다. 앙골라와 베넹, 부르키나 파소, 부룬디, 카메룬, 중앙아프리카공화국, 차드, 콩고, 콩고민주공화국, 코트디부아르, 적도기니, 에티오피아, 가봉, 감비아, 가나, 기니, 기니비사우, 케냐, 라이베리아, 말라위, 말리, 모잠비크, 니제르, 나이지리아, 르완다, 상투메프린시페, 세네갈, 시에라리온, 수단, 탄자니아, 토고, 우간다, 잠비아에서 발견된다. 자연 서식지는 아열대 또는 열대 기후 지역의 습윤 저지대 숲과 습윤 사바나 지역, 동굴, 기타 지하 서식지이다. 서식지 감소로 위협을 받고 있다.